# Anklobrachius marajoensis
Anklobrachius marajoensis is een eenoogkreeftjessoort uit de familie van de Ergasilidae. De wetenschappelijke naam van de soort is voor het eerst geldig gepubliceerd in 1999 door Thatcher.